# Liste der Brücken über die Saane
Die Liste der Brücken über die Saane enthält die Saane-Brücken von der Quelle unterhalb des Sanetschhorns im Kanton Wallis bis zur Mündung bei Wileroltigen in die Aare.

## Brückenliste
113 Übergänge überspannen den Fluss: 67 Strassen- und Feldwegbrücken, 36 Fussgänger- und Velobrücken, fünf Eisenbahnbrücken und fünf Rohrträgerbrücken.

### Oberes Saanetal
43 Übergänge überspannen den Fluss vom Quellgebiet beim Sanetschpass bis Saanen.
| Bild | Name                                    | Ort                          | Lage | Funktion                                                                       | Konstruktion    | Material | Länge in m | Höhe m ü. M. | Bemerkungen |
| ---- | --------------------------------------- | ---------------------------- | ---- | ------------------------------------------------------------------------------ | --------------- | -------- | ---------- | ------------ | --- |
|      | Senin-Brücke (Route du Sanetsch)        | Sanetsch                     |      | Alpenstrassenbrücke (zweispurig)                                               | Balkenbrücke    | Beton    | 8          | 2083         | PostAuto-Buslinie 344 (Sion–St-Germain (Savièse)–Barrage du Sanetsch) Die Fahrstrasse wurde in den 1960er Jahren für den Kraftwerksbau erstellt. |
|      | Unbenannter Steg                        | Sanetsch                     |      | Fussgängerbrücke                                                               | Balkenbrücke    | Stahl    | 12         | 2040         | Bergwanderweg |
|      | Staudamm Sanetschsee-Brücke             | Sanetsch                     |      | Fussgängerübergang auf der Wehrkrone                                           | Talsperre       | Beton    | 200        | 2035         | Eröffnet 1966 Bergwanderweg |
|      | Route du Sanetsch-Brücke                | Sanetsch                     |      | Alpenstrassenbrücke (zweispurig)                                               | Bachdurchlass   | Beton    | 4          | 2014         | PostAuto-Buslinie 344 (Sion–St-Germain (Savièse)–Barrage du Sanetsch) Die Fahrstrasse wurde in den 1960er Jahren für den Kraftwerksbau erstellt. |
|      | Unbenannter Übergang                    | Sanetsch                     |      | Fussgängerübergang                                                             | Furt            | Erdboden | 4          | 1945         | |
|      | Sanetschfall-Steg                       | Gsteig                       |      | Fussgängerbrücke                                                               | Balkenbrücke    | Stahl    | 14         | 1589         | |
|      | Unbenannte Brücke                       | Gsteig                       |      | Feldwegbrücke                                                                  | Balkenbrücke    | Stahl    | 10         | 1283         | Fahrverbot für Motorwagen, Motorräder und Motorfahrräder: Berechtigte gestattet Wanderland-Route 82 Sanetsch-Muveran-Weg (Etappe 1 Gsteig–Col du Sanetsch) |
|      | Unbenannter Steg                        | Gsteig                       |      | Fussgängerbrücke                                                               | Balkenbrücke    | Stahl    | 12         | 1193         | Bergwanderweg |
|      | Unbenannte Brücke                       | Gsteig                       |      | Strassenbrücke (einspurig)                                                     | Balkenbrücke    | Beton    | 12         | 1192         | Allgemeines Fahrverbot: Privatweg |
|      | Unbenannte Brücke                       | Gsteig                       |      | Strassenbrücke (einspurig)                                                     | Balkenbrücke    | Beton    | 7          | 1188         | Zufahrt zum Gebäude Innergsteigstrasse 43. |
|      | Wintergüetlistrasse-Brücke              | Gsteig                       |      | Strassenbrücke (zweispurig)                                                    | Balkenbrücke    | Beton    | 11         | 1186         | Wanderweg |
|      | Rohrstrasse-Brücke                      | Gsteig                       |      | Strassenbrücke (zweispurig)                                                    | Balkenbrücke    | Beton    | 12         | 1175         | Wanderweg Winterwandern Wispile Bergstation–Gsteig Langlaufen-Route 173 Gstaad-Gsteig-Loipe |
|      | Rohrträger-Übergang                     | Gsteig                       |      | Rohrleitungsbrücke                                                             | Balkenbrücke    | Stahl    | 11         | 1169         | |
|      | Saalistrasse-Brücke                     | Gsteig                       |      | Strassenbrücke (zweispurig)                                                    | Balkenbrücke    | Beton    | 11         | 1169         | Fahrverbot für Motorwagen, Motorräder und Motorfahrräder: Zubringerdienst gestattet Wanderweg |
|      | Rohrträger-Übergang                     | Gsteig                       |      | Rohrleitungsbrücke                                                             | Balkenbrücke    | Stahl    | 11         | 1169         | |
|      | Unbenannte Brücke                       | Feutersoey                   |      | Feldwegbrücke                                                                  | Balkenbrücke    | Stahl    | 10         | 1152         | Zufahrt zum Gebäude Gsteigstrasse 78a. |
|      | Usseri Saalistrasse-Brücke              | Feutersoey                   |      | Strassenbrücke (zweispurig) mit Rohrleitung an der Brückenseite                | Balkenbrücke    | Beton    | 12         | 1142         | Fahrverbot für Motorwagen, Motorräder und Motorfahrräder: Zubringerdienst gestattet Höchstgewicht 32 t |
|      | Büelstrasse-Brücke                      | Feutersoey                   |      | Strassenbrücke (zweispurig)                                                    | Balkenbrücke    | Beton    | 11         | 1134         | Fahrverbot für Motorwagen, Motorräder und Motorfahrräder: Zubringerdienst gestattet Langlaufen-Route 173 Gstaad-Gsteig-Loipe |
|      | Fägsteinerestrasse-Brücke               | Feutersoey                   |      | Strassenbrücke (zweispurig)                                                    | Balkenbrücke    | Beton    | 17         | 1127         | Fahrverbot für Motorwagen, Motorräder und Motorfahrräder: Privatstrasse Höchstgewicht 16 t Wanderweg |
|      | Haltenstrasse-Brücke                    | Feutersoey                   |      | Strassenbrücke (zweispurig)                                                    | Balkenbrücke    | Beton    | 12         | 1123         | Fahrverbot für Motorwagen, Motorräder und Motorfahrräder: Zubringerdienst gestattet Wanderweg |
|      | Grundbrücke                             | Feutersoey – Grund b. Gstaad |      | Strassenbrücke (zweispurig) mit Trottoir 142                                   | Balkenbrücke    | Beton    | 30         | 1107         | PostAuto-Buslinie 180 (Schönried–Gstaad–Col-du-Pillon, Glacier 3000–Les Diablerets) Veloland-Route 59 Saanenland–Freiburgerland (Etappe 2 Les Diablerets–Jaun) Wanderweg Langlaufen-Route 173 Gstaad-Gsteig-Loipe |
|      | Unbenannter Steg                        | Grund b. Gstaad              |      | Feldwegbrücke mit Holzschranke                                                 | Balkenbrücke    | Stahl    | 12         | 1094         | |
|      | Löweliweg-Brücke                        | Grund b. Gstaad              |      | Strassenbrücke (einspurig)                                                     | Balkenbrücke    | Stahl    | 12         | 1082         | Fahrverbot für Motorwagen, Motorräder und Motorfahrräder: Zubringerdienst gestattet Höchstgewicht 16 t Wanderweg Langlaufen-Route 173 Gstaad-Gsteig-Loipe |
|      | Bodenstrasse-Brücke                     | Grund b. Gstaad              |      | Strassenbrücke (zweispurig) mit Rohrleitung an der Brückenseite                | Balkenbrücke    | Beton    | 10         | 1079         | Veloland-Route 59 Saanenland–Freiburgerland (Etappe 2 Les Diablerets–Jaun) |
|      | Gsteigstrasse-Brücke                    | Grund b. Gstaad              |      | Strassenbrücke (zweispurig)                                                    | Balkenbrücke    | Beton    | 14         | 1072         | |
|      | Unbenannter Steg                        | Grund b. Gstaad              |      | Fussgängerbrücke mit Holztor                                                   | Balkenbrücke    | Stahl    | 12         | 1066         | |
|      | Bodenstrasse-Brücke                     | Grund b. Gstaad              |      | Strassenbrücke (zweispurig) mit Rohrleitungen an der Brückenseite              | Balkenbrücke    | Beton    | 12         | 1065         | Höchstgeschwindigkeit 30 km/h |
|      | Moosfangbrücke                          | Grund b. Gstaad              |      | Strassenbrücke (zweispurig) mit Rohrleitungen an der Brückenseite              | Balkenbrücke    | Beton    | 15         | 1057         | |
|      | Moosfangbrücke                          | Gstaad                       |      | Fussgänger- und Velobrücke                                                     | Gedeckte Brücke | Holz     | 10         | 1052         | Gebaut 1970 Ersetzte offenen Steg, den Hochwasser zerstörte. Allgemeines Fahrverbot |
|      | Unbenannter Steg                        | Gstaad                       |      | Fussgängerbrücke                                                               | Balkenbrücke    | Stahl    | 14         | 1048         | Allgemeines Fahrverbot Wanderweg |
|      | Egglistrasse-Brücke                     | Gstaad                       |      | Strassenbrücke (zweispurig) mit Trottoir und Rohrleitungen an der Brückenseite | Balkenbrücke    | Beton    | 18         | 1041         | |
|      | Mattenbrücke                            | Gstaad                       |      | Strassenbrücke (zweispurig) mit Trottoir                                       | Balkenbrücke    | Beton    | 16         | 1041         | Höchstgeschwindigkeit 30 km/h Veloland-Route 59 Saanenland–Freiburgerland (Etappe 2 Les Diablerets–Jaun) Wanderland-Route 1 Via Alpina (Etappe 17 Gstaad–L'Etivaz) |
|      | Unbenannter Steg                        | Gstaad                       |      | Fussgängerbrücke                                                               | Balkenbrücke    | Stahl    | 18         | 1041         | Langlaufen-Route 173 Gstaad-Gsteig-Loipe |
|      | Unbenannter Steg                        | Gstaad                       |      | Fussgänger- und Velobrücke                                                     | Balkenbrücke    | Stahl    | 18         | 1031         | Fahrverbot für Motorwagen, Motorräder und Motorfahrräder Am Metallgeländer sind Liebesschlösser angebracht. |
|      | Reitzentrum-Brücke                      | Gstaad                       |      | Fussgänger- und Velobrücke mit Reitweg                                         | Gedeckte Brücke | Holz     | 26         | 1027         | Gebaut 2010 Fahrverbot für Motorwagen, Motorräder und Motorfahrräder: Betreiber Reitzentrum gestattet Höchstgewicht 3,5 t, Höchsthöhe 2,85 m, Höchstbreite 2,5 m |
|      | Mettlenstrasse-Brücke                   | Gstaad                       |      | Strassenbrücke (zweispurig) mit Trottoir                                       | Balkenbrücke    | Beton    | 25         | 1026         | Mountainbike-Route 1 Alpine Bike (Etappe 15 Zweisimmen–Château-d’Oex) Veloland-Route 9 Seen-Route (Etappe 2 Bulle–Gstaad) und Route 59 Saanenland–Freiburgerland (Etappe 2 Les Diablerets–Jaun) Wanderweg |
|      | Wasserleitungs-Brücke                   | Saanen                       |      | Rohrleitungsbrücke                                                             | Hängebrücke     | Stahl    | 20         | 1015         | |
|      | Campingbrücke Saanen (Oeyetlisteg)      | Saanen                       |      | Fussgänger- und Velobrücke                                                     | Gedeckte Brücke | Holz     | 23         | 1016         | Gebaut 2020, ersetzte gedeckte Holzbrücke von 1972. |
|      | Rübeldorfstrasse-Brücke («DDLJ»-Brücke) | Saanen                       |      | Strassenbrücke (zweispurig) mit Trottoirs und Rohrleitung an der Brückenseite  | Balkenbrücke    | Beton    | 21         | 1010         | Achtung Kinder Mountainbike-Route 1 Alpine Bike (Etappe 15 Zweisimmen–Château-d’Oex) Veloland-Route 9 Seen-Route (Etappe 2 Bulle–Gstaad) und Route 59 Saanenland–Freiburgerland (Etappe 2 Les Diablerets–Jaun) Wanderweg Plakate an den Brückengeländern markieren den Drehort für den indischen Film DDLJ – Wer zuerst kommt, kriegt die Braut. |
|      | Allmistrasse-Brücke                     | Saanen                       |      | Strassenbrücke (zweispurig) mit Trottoir                                       | Balkenbrücke    | Beton    | 18         | 1007         | Allgemeines Fahrverbot: Ausgenommen Fahrzeuge des Bundes und landwirtschaftliche Fahrten von Anstössern Wanderweg |
|      | Unbenannte Brücke                       | Saanen                       |      | Fussgänger- und Velobrücke                                                     | Hängebrücke     | Stahl    | 28         | 994          | Gebaut 2006 |
|      | Dorfrüttibrücke                         | Saanen                       |      | Strassenbrücke (zweispurig) mit Trottoir                                       | Balkenbrücke    | Beton    | 32         | 990          | Gebaut 2021/22, ersetzte Vanel-Brücke von 1967, die 150 m flussabwärts stand. |
|      | Wasserleitungs-Brücken                  | Saanen                       |      | Rohrleitungsbrücke                                                             | Balkenbrücke    | Stahl    | 20         | 990          | |

### Waadtländisches Saanetal
16 Brücken überspannen den Fluss in Rougemont, Château-d’Oex und Rossinière.
| Bild | Name                                     | Ort           | Lage | Funktion                                                                               | Konstruktion   | Material    | Länge in m | Höhe m ü. M. | Bemerkungen |
| ---- | ---------------------------------------- | ------------- | ---- | -------------------------------------------------------------------------------------- | -------------- | ----------- | ---------- | ------------ | --- |
|      | Chemin des Recards-Brücke                | Rougemont     |      | Fussgänger- und Velobrücke                                                             | Fachwerkbrücke | Stahl       | 15         | 986          | Fahrverbot für Motorwagen, Motorräder und Motorfahrräder Mountainbike-Route 593 Pays d'Enhaut Bike (Château-d’Oex–Château-d’Oex) Wanderweg |
|      | Les Revers-Brücke (Route des Planards)   | Rougemont     |      | Strassenbrücke (zweispurig) mit Trottoir und Rohrleitungen an der Brückenseite         | Balkenbrücke   | Beton       | 23         | 970          | Wanderweg |
|      | Route du Revers-Brücke                   | Rougemont     |      | Strassenbrücke (zweispurig) mit Rohrleitungen an der Brückenseite                      | Balkenbrücke   | Beton       | 35         | 964          | Veloland-Route 9 Seen-Route (Etappe 2 Bulle–Gstaad) |
|      | Unbenannte Brücke                        | Flendruz      |      | Fussgängerbrücke                                                                       | Fachwerkbrücke | Stahl       | 22         | 951          | Wanderweg Helsana-Trail |
|      | Unbenannter Steg                         | Château-d’Oex |      | Fussgängerbrücke Rohrleitungsbrücke                                                    | Balkenbrücke   | Beton       | 35         | 931          | Wanderland-Route 131 Chemin de la Sarine au Pays-d'Enhaut (Rougemont–Rossinière) |
|      | Route de Gérignoz-Brücke                 | Château-d’Oex |      | Strassenbrücke (einspurig) mit schmalen Trottoirs                                      | Bogenbrücke    | Stein       | 40         | 958          | Vortritt vor dem Gegenverkehr (Fahrtrichtung Les Granges) Dem Gegenverkehr Vortritt lassen (Fahrtrichtung Gérignoz) Höchsthöhe 3,6 m (Tunnel nördlich der Brücke) Veloland-Route 9 Seen-Route (Etappe 2 Bulle–Gstaad) Wanderweg |
|      | Turrian-Brücke                           | Château-d’Oex |      | Fussgänger- und Velobrücke                                                             | Hängebrücke    | Stahl Stein | 44         | 908          | Älteste Hängebrücke der Westschweiz, gebaut 1883 Verbot für Tiere (Pferd) Mountainbike-Route 593 Pays d'Enhaut Bike (Château-d’Oex–Château-d’Oex) Wanderland-Route 1 Via Alpina (Etappe 18 L'Etivaz–Rossinière), Route 46 Tour des Alpes Vaudoises (Etappe 4 Château-d’Oex–L'Etivaz) und Route 131 Chemin de la Sarine au Pays-d'Enhaut (Rougemont–Rossinière) Schneeschuhwandern-Route 458 Parcours du Ramaclé (Château-d’Oex–Château-d’Oex) Die Brücke befindet sich im national geschützten Auengebiet La Sarine près Château-d'Oex. |
|      | Route des Mosses-Brücke                  | Château-d’Oex |      | Strassenbrücke (zweispurig) mit Trottoir 705                                           | Balkenbrücke   | Beton       | 60         | 903          | Höchstgeschwindigkeit 80 km/h TPC-Buslinie 175 (Château-d’Oex–Col des Mosses–Le Sépey–Leysin) Wanderweg Mountainbike-Route 593 Pays d'Enhaut Bike unterquert die Brücke. |
|      | Pont de Pierre-Brücke (Route de Gruyère) | Les Moulins   |      | Strassenbrücke (zweispurig) mit Trottoir 190 702                                       | Balkenbrücke   | Beton       | 40         | 891          | Höchstgeschwindigkeit 80 km/h TPC-Buslinie 175 (Château-d’Oex–Col des Mosses–Le Sépey–Leysin) Mountainbike-Route 1 Alpine Bike (Etappe 16 Château-d’Oex–Leysin) Veloland-Route 9 Seen-Route (Etappe 2 Bulle–Gstaad) Wanderland-Route 46 Tour des Alpes Vaudoises (Etappe 3 Les Mosses–Château-d’Oex) |
|      | Chaudanne-Brücke (Brücke von Grangettes) | Rossinière    |      | Strassenbrücke (zweispurig) mit Trottoir und Rohrleitungen an der Brückenseite 190 702 | Balkenbrücke   | Beton       | 70         | 887          | Höchstgeschwindigkeit 80 km/h Mountainbike-Route 593 Pays d'Enhaut Bike (Château-d’Oex–Château-d’Oex) Wanderland-Route 1 Via Alpina (Etappe 18 L'Etivaz–Rossinière) und Route 131 Chemin de la Sarine au Pays-d'Enhaut (Rougemont–Rossinière) |
|      | Route de la Gare-Brücke                  | Rossinière    |      | Strassenbrücke (einspurig)                                                             | Bogenbrücke    | Stein       | 36         | 872          | Höchstgeschwindigkeit 80 km/h Wanderland-Route 1 Via Alpina (Etappe 18 L'Etivaz–Rossinière und Etappe 19 Rossinière–Rochers de Naye), Route 131 Chemin de la Sarine au Pays-d'Enhaut (Rougemont–Rossinière) und Route 263 Le Grand Tour des Vanils (Rossinière–Allières) |
|      | Staumauer Rossinière-Brücke              | Rossinière    |      | Fussgänger- und Velobrücke                                                             | Talsperre      | Beton       | 35         | 863          | Eröffnet 1972 Hinweistafel: Werfen von Gegenständen verboten Mountainbike-Route 593 Pays d'Enhaut Bike (Château-d’Oex–Château-d’Oex) |
|      | Staumauer Rossinière-Steg                | Rossinière    |      | Werksteg                                                                               | Balkenbrücke   | Stahl       | 15         | 855          | |
|      | Lauciau-Brücke                           | Rossinière    |      | Eisenbahnbrücke (eingleisig)                                                           | Bogenbrücke    | Stahl       | 80         | 862          | Bahnstrecke Montreux–Lenk im Simmental |
|      | Alte Tine-Brücke                         | La Tine       |      | Strassenbrücke (einspurig)                                                             | Bogenbrücke    | Stein       | 50         | 834          | Gebaut 1785 Das Bauwerk ist denkmalgeschützt. Verbot für Lastwagen Wanderweg |
|      | Tine-Brücke                              | La Tine       |      | Strassenbrücke (zweispurig) mit Trottoir 190 702                                       | Balkenbrücke   | Beton       | 120        | 834          | Gebaut 1891, ausgebaut 2005 Die Brücke überquert die Défilé-de-La-Tine-Schlucht. Höchstgeschwindigkeit 80 km/h |

### Greyerzerland
22 Übergänge überspannen den Fluss von Montbovon bis Pont‑la‑Ville.
| Bild                               | Name                                               | Ort                              | Lage | Funktion                                                                | Konstruktion     | Material    | Länge in m | Höhe m ü. M. | Bemerkungen |
| ---------------------------------- | -------------------------------------------------- | -------------------------------- | ---- | ----------------------------------------------------------------------- | ---------------- | ----------- | ---------- | ------------ | --- |
|                                    | Unbenannte Brücke                                  | Montbovon                        |      | Feldwegbrücke mit Rohrleitungen an der Brückenseite                     | Balkenbrücke     | Stahl Holz  | 18         | 796          | Allgemeines Fahrverbot |
|                                    | Unbenannter Steg                                   | Montbovon                        |      | Fussgängerbrücke mit Metallschranke                                     | Balkenbrücke     | Stahl       | 25         | 779          | |
|                                    | Strassen-Furt                                      | Montbovon                        |      | Feldweg                                                                 | Furt             | Erdboden    | 20         | 778          | |
|                                    | Route du Lac-Brücke                                | Montbovon                        |      | Strassenbrücke (einspurig) mit Rohrleitungen an der Brückenseite        | Balkenbrücke     | Beton       | 40         | 779          | Gebaut 1916 Höchstgeschwindigkeit 80 km/h Veloland-Route 4 Alpenpanorama-Route (Etappe 7 Fribourg–Montbovon) und Route 9 Seen-Route (Etappe 2 Bulle–Gstaad) Wanderland-Route 273 L’Intyamon de Montbovon à la Brâ (Montbovon–La Bra–Montbovon) |
|                                    | Lessoc-Brücke (über den Lac de Lessoc)             | Montbovon – Lessoc               |      | Strassenbrücke, dient heute vor allem Fussgängern                       | Gedeckte Brücke  | Holz        | 14         | 780          | Gebaut 1667 Eine der ältesten Holzbrücken der Schweiz, älteste Brücke im Kanton Freiburg. Das Bauwerk ist denkmalgeschützt. Wanderland-Route 273 L’Intyamon de Montbovon à la Brâ (Montbovon–La Bra–Montbovon) |
|                                    | Lessoc Staudamm-Brücke (Rue Monseigneur-Genoud)    | Lessoc                           |      | Strassenbrücke (zweispurig) mit Trottoir                                | Talsperre        | Beton       | 65         | 777          | Hinweistafel: Werfen von Gegenständen verboten Flussabwärts des Staudamms befindet sich das national geschützte Auengebiet Les Auges de Neirivue. |
|                                    | Route de la Gare-Brücke                            | Villars‑sous‑Mont – Grandvillard |      | Strassenbrücke (einspurig) mit Trottoir                                 | Bogenbrücke      | Stein Beton | 43         | 734          | Gebaut 1641, renoviert 1937, Fahrbahnplatte instand gesetzt 2009 Vortritt vor dem Gegenverkehr (Fahrtrichtung Grandvillars) Dem Gegenverkehr Vortritt lassen (Fahrtrichtung Villars-sous-Mont) TPF-Buslinie 266 (Bulle–Montbovon) Flussaufwärts der Brücke befindet sich das national geschützte Auengebiet Les Auges de Neirivue. |
|                                    | Unbenannte Brücke                                  | Villars‑sous‑Mont – Grandvillard |      | Fussgängerbrücke                                                        | Hängebrücke      | Stahl       | 65         | 720          | Gebaut zwischen 1986 und 1992 Privater Steg: Übergang für Fussgänger erlaubt (auf eigene Verantwortung) Wanderweg |
|                                    | Route des Rez-Brücke                               | Enney – Estavannens              |      | Strassenbrücke (einspurig) mit Trottoir                                 | Balkenbrücke     | Stahl Beton | 40         | 706          | Höchstgeschwindigkeit 80 km/h TPF-Buslinien 264 (Bulle–Estavannens–Grandvillard) und 266 (Bulle–Montbovon) Veloland-Route 4 Alpenpanorama-Route (Etappe 7 Fribourg–Montbovon) und Route 9 Seen-Route (Etappe 2 Bulle–Gstaad) Wanderweg Die Brücke befindet sich im national geschützten Auengebiet Les Auges d'Estavannens. |
|                                    | Châtelet-Brücke («Le Pont qui branle»)             | Épagny                           |      | Strassenbrücke, dient heute vor allem Fussgängern und Velofahrern       | Gedeckte Brücke  | Holz        | 32         | 699          | Gebaut 1820 Das Bauwerk ist denkmalgeschützt. Vor der umfassenden Renovation in 1983 schwankte die «Wackelbrücke» beim Darüberfahren. Fahrverbot für Motorwagen, Motorräder und Motorfahrräder: Anwohner sowie land- und forstwirtschaftlicher Verkehr gestattet Wanderland-Route 3 Alpenpanorama-Weg (Etappe 21 Jaun–Gruyères), Route 81 Fribourg en diagonale (Etappe 1 Gruyères–Bulle) und Route 285 Chemin du Gruyère (Charmey–Gruyères) Die Brücke befindet sich im national geschützten Auengebiet Les Auges d'Estavannens. |
|                                    | Unbenannter Steg                                   | Épagny – Broc                    |      | Fussgänger- und Velobrücke                                              | Bogenbrücke      | Stahl       | 52         | 687          | Gebaut Mai 2014, ersetzte offene Holzbrücke von 1995 Mountainbike-Route 2 Panorama Bike (Etappe 13 Charmey–Les Paccots) |
|                                    | Château d’En‑Bas-Brücke                            | Épagny – Broc                    |      | Fussgängerbrücke                                                        | Bogenbrücke      | Stein       | 31         | 690          | Historische Steinbogenbrücke, gebaut 1580 Das Château d’En-Bas ist denkmalgeschützt. Wanderland-Route 81 Fribourg en diagonale (Etappe 1 Gruyères–Bulle) |
|                                    | Broc-Brücke (Route-de-Pra-Riond)                   | Épagny – Broc                    |      | Strassenbrücke (zweispurig) mit Trottoirs 189 1100                      | Balkenbrücke     | Beton       | 79         | 692          | Gebaut 1968–1970 Höchstgeschwindigkeit 50 km/h TPF-Buslinien 256 (Bulle–Broc-Fabrique) und 260 (Bulle–Charmey (Gruyère)–Jaun–Jaunpass–Boltigen) Mountainbike-Route 2 Panorama Bike (Etappe 13 Charmey–Les Paccots) Veloland-Route 4 Alpenpanorama-Route (Etappe 7 Fribourg–Montbovon) Die hydrometrische Messstation Sarine - Broc, Château d'en bas (2160) vom Bundesamt für Umwelt (BAFU) befindet sich 20 m flussabwärts auf der linken Flussseite.                                                                            |
|                                    | TPF-Brücke                                         | La Tour‑de‑Trême – Broc          |      | Eisenbahnbrücke (eingleisig)                                            | Balkenbrücke     | Beton       | 179        | 705          | Eröffnet 1985, ersetzte Eisenbrücke von 1912 Die Bahnstrecke Bulle–Broc wurde von der Meterspur auf Normalspur umgebaut und ist im Dezember 2022 wieder eröffnet worden. |
|                                    | Unbenannte Brücke                                  | La Tour‑de‑Trême – Broc          |      | Fussgänger- und Velobrücke mit Wasserrohrleitung unterhalb der Fahrbahn | Bogenbrücke      | Stahl       | 50         | 683          | Gebaut ca. 1986 Mountainbike-Route 2 Panorama Bike (Etappe 13 Charmey–Les Paccots) |
|                                    | EauSud-Rohrleitungsbrücke                          | Morlon – Broc                    |      | Rohrleitungsbrücke                                                      | Balkenbrücke     | Stahl       | 50         | 680          | Hinweisschild: Zutritt verboten, EauSud lehnt jede Verantwortung im Falle eines Unfalls ab. |
|                                    | Broc-Brücke                                        | Morlon – Broc                    |      | Strassenbrücke (einspurig)                                              | Balkenbrücke     | Beton       | 52         | 679          | Erster Übergang gebaut zwischen 1904 und 1912 Vortritt vor dem Gegenverkehr (Fahrtrichtung Broc) Dem Gegenverkehr Vortritt lassen (Fahrtrichtung Morlon) Höchstgewicht 8 t Veloland-Route 4 Alpenpanorama-Route (Etappe 7 Fribourg–Montbovon) Wanderland-Route 261 Sentier du Lac de la Gruyère (Etappe 1 Corbières–Broc–Corbières) Die Brücke befindet sich im national geschützten Auengebiet Broc. |
|                                    | Corbières-Brücke (über den Greyerzersee)           | Echarlens – Corbières            |      | Strassenbrücke (zweispurig) mit Trottoirs 192 1230                      | Bogenbrücke      | Beton       | 122        | 690          | Gebaut 1930/31, ersetzte Hängebrücke von 1852 Höchstgeschwindigkeit 80 km/h TPF-Buslinien 234 (Fribourg–La Roche–Bulle) und 262 (Bulle–Broc) Wanderweg |
|                                    | Tiefstand-Übergang zur Ogoz-Insel (Greyerzersee)   | Le Bry                           |      | Fussgängerbrücke                                                        | Furt             | Erdboden    | 390        | 674          | Übergang ist nur bei Wassertiefstand passierbar, d. h. die Insel Ogoz ist vor allem im Frühling zu Fuss erreichbar. |
| Südlicher Seearm Nördlicher Seearm | Greyerzer Autobahn-Viadukt (über den Greyerzersee) | Le Bry                           |      | Autobahnbrücke (vierspurig)                                             | Hohlkastenbrücke | Beton       | 2044       | 750          | Gebaut 1975–1979 Höchstgeschwindigkeit 120 km/h Das Viadukt überspannt den Greyerzersee an zwei Stellen. |
|                                    | Passerelle du Barrage (über den Greyerzersee)      | Pont‑la‑Ville                    |      | Fussgängerbrücke                                                        | Hängebrücke      | Stahl       | 105        | 679          | Die Hängebrücke wurde 2022 erstellt. Wanderweg |
|                                    | Rossens-Staumauerbrücke (über den Greyerzersee)    | Rossens – Pont‑la‑Ville          |      | Strassenbrücke (zweispurig) mit Trottoirs 1310                          | Talsperre        | Beton       | 324        | 677          | Die Bogenstaumauer wurde 1944–1948 gebaut. Höchstgeschwindigkeit 80 km/h Veloland-Route 62 Sense–Glâne–Veveyse (Etappe 3 Plaffeien–Romont FR) Wanderland-Route 261 Sentier du Lac de la Gruyère (Etappe 3 Rossens FR–La Roche–Corbières) Hinweistafel: Werfen von Gegenständen verboten Das national geschützte Auengebiet La Sarine: Rossens - Fribourg erstreckt sich von Rossens bis zum Pérolles-See bei der Stadt Freiburg. Flussabwärts befindet sich das national geschützte Amphibienlaichgebiet Petite Sarine.           |

### Saanebezirk
18 Brücken überspannen den Fluss von Bois-d’Amont bis Freiburg.
| Bild | Name                                                   | Ort                    | Lage | Funktion | Konstruktion      | Material    | Länge in m | Höhe m ü. M. | Bemerkungen |
| ---- | ------------------------------------------------------ | ---------------------- | ---- | --- | ----------------- | ----------- | ---------- | ------------ | --- |
|      | Tuffière-Brücke                                        | Corpataux – Arconciel  |      | Strassenbrücke (zweispurig) mit Trottoirs 1210                                                                             | Balkenbrücke      | Beton       | 98         | 618          | Gebaut 1971/72, saniert 2015, ersetzte Hängebrücke von 1835. Höchstgeschwindigkeit 80 km/h Wanderland-Route 275 Circuit de Hauterive (Grangeneuve–La Tuffière–Grangeneuve) Das Bauwerk befindet sich im national geschützten Amphibienlaichgebiet Petite Sarine. |
|      | Abbaye-Hauterive-Brücke                                | Posieux – Arconciel    |      | Fussgängerbrücke | Balkenbrücke      | Beton       | 45         | 577          | Die Brücke wurde 1945 erstellt. Wanderland-Route 275 Circuit de Hauterive (Grangeneuve–La Tuffière–Grangeneuve) Das Bauwerk befindet sich im national geschützten Amphibienlaichgebiet Petite Sarine. |
|      | Unbenannte Brücke                                      | Posieux – Bois‑d’Amont |      | Strassenbrücke (einspurig)                                                                                                 | Bogenbrücke       | Stahl       | 50         | 577          | Höchstgewicht 3,5 t: Berechtigte ausgenommen Veloland-Route 4 Alpenpanorama-Route (Etappe 7 Freiburg–Montbovon) Wanderweg Das Bauwerk befindet sich im national geschützten Amphibienlaichgebiet Petite Sarine. |
|      | Unbenannte Brücke                                      | Posieux – Marly        |      | Fussgängerbrücke Rohrleitungsbrücke                                                                                        | Fachwerkbrücke    | Stahl       | 58         | 566          | Übergang ist nicht behindertengerecht (Treppen). Wanderweg Auf der rechten Flussseite bei der Mündung der Ärgera befindet sich das national bedeutende Auengebiet Bois du Dévin. |
|      | Pérollesbrücke (Route de Fribourg) (über Pérolles-See) | Freiburg – Marly       |      | Strassenbrücke (dreispurig) mit Busspur, Velostreifen und Trottoir 180 1200                                                | Bogenbrücke       | Beton       | 554        | 625          | Gebaut 1920–1922, renoviert 1995–1997 Höchstgeschwindigkeit 60 km/h TPF-Duo-Bus-Linie 1 (Marly–Pérolles–Fribourg gare–Portes-de-Fribourg) und Autobuslinie 8 (Marly–Fribourg–Givisiez–Corminboeuf) Veloland-Route 4 Alpenpanorama-Route (Etappe 7 Freiburg–Montbovon) Andachtstätte Oratoire de la Sainte Croix befindet sich auf der Brücke. Der Pérolles-Steg überquert die Saane unterhalb der Brücke. |
|      | Pérolles-Steg (über Pérolles-See)                      | Freiburg – Marly       |      | Fussgängerbrücke Rohrleitungsbrücke                                                                                        | Trogbrücke        | Stahl       | 50         | 555          | Steg unterquert die Pérollesbrücke Übergang ist nicht behindertengerecht (Treppen). Wanderweg |
|      | Staumauer Magere Au-Brücke (über Pérolles-See)         | Freiburg               |      | Fussgängerbrücke | Talsperre         | Beton       | 195        | 562          | Gebaut 1872, Erhöhung der Staumauer 1910 Verbot für Motorräder Hinweistafel: Werfen von Gegenständen verboten |
|      | Unbenannte Brücke                                      | Freiburg               |      | Fussgängerbrücke | Balkenbrücke      | Beton       | 10         | 545          | Zugang zum Gebäude Promenade du Barrage 5. |
|      | Motta-Brücke                                           | Freiburg               |      | Strassenbrücke (einspurig) mit Trottoirs                                                                                   | Balkenbrücke      | Beton       | 58         | 540          | Gebaut 1960er Jahre Verbot für Motorwagen, Motorräder und Motorfahrräder: Berechtigte gestattet Parkieren verboten (beidseitig) |
|      | St. Johann-Brücke                                      | Freiburg               |      | Strassenbrücke (zweispurig) mit Trottoirs                                                                                  | Stein-Bogenbrücke | Stein       | 61         | 540          | Gebaut 1746, restauriert 1951 und 1988/89, ersetzte gedeckte Holzbrücke von 1259 Höchstgeschwindigkeit 30 km/h TPF-Buslinie 4 (Fribourg Auge–Fribourg gare) Minizug von Freiburg |
|      | Mittlere Brücke                                        | Freiburg               |      | Strassenbrücke (zweispurig)                                                                                                | Stein-Bogenbrücke | Stein       | 69         | 540          | Gebaut 1720, ersetzte gedeckte Holzbrücke von 1275 Begegnungszone: Höchstgeschwindigkeit 20 km/h TPF-Buslinie 4 (Fribourg Auge–Fribourg gare) Minizug von Freiburg Wanderweg |
|      | Bernbrücke                                             | Freiburg               |      | Strassenbrücke (einspurig)                                                                                                 | Gedeckte Brücke   | Holz Stein  | 41         | 538          | Gebaut 1653, renoviert 1981–1983 Dem Gegenverkehr Vortritt lassen (Fahrtrichtung Nordost) Begegnungszone: Höchstgeschwindigkeit 20 km/h Höchstgewicht 12 t, Höchsthöhe 2,8 m TPF-Buslinie 4 (Fribourg Auge–Fribourg gare) Minizug von Freiburg Das Bauwerk ist denkmalgeschützt. Sprachgrenze zwischen dem französischsprachigen (linke Flussseite) und dem deutschsprachigen (rechte Flussseite) Teil der Schweiz. Wanderland-Route 4 ViaJacobi (Etappe 13 Schwarzenburg–Fribourg), Route 78 Freiburger Voralpenweg (Etappe 1 Fribourg–Plaffeien) und Route 269 Gorges du Gottéron (Fribourg–Ameismühle–Fribourg) Die hydrometrische Messstation Sarine - Fribourg (2119) vom Bundesamt für Umwelt (BAFU) befindet sich 30 m flussaufwärts auf der linken Flussseite. |
|      | Zähringerbrücke                                        | Freiburg               |      | Strassenbrücke (zweispurig) mit Trottoirs und Velostreifen                                                                 | Bogenbrücke       | Beton       | 246        | 580          | Gebaut 1922–1924, saniert 2022/23, ersetzte Grand-Hängebrücke von 1834 Fahrverbot für Motorwagen und Motorräder: Ausgenommen öffentlicher Verkehr und Taxis Höchstgeschwindigkeit 30 km/h TPF-Trolleybuslinie 2 (Dailles–Schoenberg) und Buslinien 6 (Guintzet–Fribourg gare–Musy), 124 (Fribourg–St. Ursen–Tafers–Düdingen), 127 (Fribourg–Rechthalten–Plaffeien), 181 (Fribourg–Heitenried–Schwarzenburg) und 182 (Fribourg–Tafers–Heitenried–Schmitten–Wünnewil) Minizug von Freiburg Seit 2014 für den privaten Autoverkehr gesperrt. Veloland-Route 4 Alpenpanorama-Route (Etappe 6 Thun–Fribourg) und Route 59 Saanenland–Freiburgerland (Etappe 3 Jaun–Fribourg) Die Brücke überquert auch die Route des Neigles.                                               |
|      | Untere Zähringerbrücke                                 | Freiburg               |      | Strassenbrücke (einspurig) mit Trottoir                                                                                    | Bogenbrücke       | Beton       | 100        | 544          | Fahrverbot für Lastwagen und Gesellschaftswagen Höchstgeschwindigkeit 30 km/h Minizug von Freiburg |
|      | Grabensaal-Steg                                        | Freiburg               |      | Fussgänger- und Velobrücke                                                                                                 | Hängebrücke       | Stahl       | 80         | 549          | Gebaut 1987 Verbot für Motorwagen, Motorräder und Motorfahrräder |
|      | Neigles-Steg                                           | Freiburg               |      | Fussgängerbrücke | Hängebrücke       | Stahl       | 107        | 535          | Gebaut 1951, wiederaufgebaut 1998 Wanderweg |
|      | Poyabrücke                                             | Freiburg               |      | Strassenbrücke (dreipurig, zweispurig Fahrtrichtung Schönberg und einspurig Fahrtrichtung Poya) mit Fuss- und Veloweg 3300 | Schrägseilbrücke  | Beton Stahl | 852        | 592–609      | Gebaut 2008–2014 Fussweg: Velos gestattet Höchstgeschwindigkeit 60 km/h |
|      | Neigles-Brücke                                         | Freiburg               |      | Strassenbrücke (zweispurig) mit Trottoirs                                                                                  | Balkenbrücke      | Beton       | 58         | 536          | Gebaut ca. 1968 Zufahrt zur Kläranlage und zum Gemeindedepot. Einfahrt ist mit elektronischer Metallschranke ausgestattet. |

### Unteres Saanetal
14 Brücken überspannen den Fluss von Düdingen bis Wileroltigen.
| Bild | Name                                                          | Ort                       | Lage | Funktion                                                                                        | Konstruktion               | Material    | Länge in m | Höhe m ü. M. | Bemerkungen |
| ---- | ------------------------------------------------------------- | ------------------------- | ---- | ----------------------------------------------------------------------------------------------- | -------------------------- | ----------- | ---------- | ------------ | --- |
|      | Grandfey-Viadukt (überquert auch teilweise den Schiffenensee) | Granges-Paccot – Düdingen |      | Eisenbahnbrücke (zweigleisig) mit Fuss- und Veloweg unterhalb der Schienen                      | Bogenbrücke                | Beton Stahl | 352        | 601          | Doppelstöckiges Viadukt, gebaut 1857–1862, verstärkt und elektrifiziert 1925–1927 Das Bauwerk ist denkmalgeschützt. Bahnstrecke Lausanne–Bern Veloland-Route 59 Saanenland–Freiburgland (Etappe 4 Fribourg–Erlach) Wanderweg |
|      | Schiffenensee-Viadukt (Pont de la Madeleine)                  | Granges-Paccot – Düdingen |      | Autobahnbrücke (vierspurig)                                                                     | Balkenbrücke               | Beton       | 320        | 573          | Eröffnet 1971 Höchstgeschwindigkeit 120 km/h |
|      | Kraftwerk Schiffenen-Einlassturm-Brücke (Ost)                 | Kleinbösingen             |      | Werkbrücke                                                                                      | Balkenbrücke               | Beton       | 10         | 531          | Das Wasser fliesst durch den Einlassturm im See zu den Kaplanturbinen im Kraftwerk. |
|      | Kraftwerk Schiffenen-Einlassturm-Brücke (West)                | Kleinbösingen             |      | Werkbrücke                                                                                      | Balkenbrücke               | Beton       | 10         | 531          | Das Wasser fliesst durch den Einlassturm im See zu den Kaplanturbinen im Kraftwerk. |
|      | Staumauer Schiffenen-Brücke                                   | Kleinbösingen – Düdingen  |      | Strassenbrücke (zweispurig) mit Trottoirs 177 3000                                              | Talsperre                  | Beton       | 430        | 532          | Gebaut 1960–1963 Höchstgeschwindigkeit 80 km/h PostAuto-Buslinien 122 (Düdingen–Gurmels–Kerzers) und 547 (Düdingen–Gurmels–Murten–Meyriez Hôpital) Fussweg: Velos gestattet Veloland-Route 59 Saanenland–Freiburgland (Etappe 4 Fribourg–Erlach) Wanderweg |
|      | Unbenannter Steg                                              | Kleinbösingen – Düdingen  |      | Fussgängerbrücke                                                                                | Bogenbrücke                | Stahl       | 30         | 495          | Eröffnet 2000 Metallpoller dienen als Durchfahrtssperre. Wanderweg Auf der rechten Flussseite befindet sich das national geschützte Amphibienlaichgebiet Saaneboden. |
|      | Auriedsteg                                                    | Kleinbösingen – Bösingen  |      | Fussgänger- und Velobrücke mit Rohrleitungen unterhalb der Brücke                               | Balkenbrücke               | Beton       | 52         | 492          | Gebaut 1981/82 Veloland-Route 34 Alter Bernerweg (Etappe 1 Estavayer-le-Lac–Laupen) und Route 99 Herzroute (Etappe 2 Romont–Laupen) Wanderland-Route 2 Trans Swiss Trail (Etappe 8 Murten–Laupen) Flussaufwärts auf der linken Flussseite befindet sich das national geschützte Amphibienlaichgebiet Auried. |
|      | Saanebrücke Hirsried (Murtenstrasse)                          | Laupen                    |      | Strassenbrücke (zweispurig) mit Trottoirs 1201                                                  | Bogenbrücke                | Beton       | 71         | 487          | Erhaltenswerte Dreigelenkbogenbrücke, gebaut 1950/51, saniert 2003, ersetzte gedeckte Holzbrücke von 1859. Höchstgeschwindigkeit 60 km/h PostAuto-Buslinie 550 (Laupen–Gümmenen) Veloland-Route 74 Gürbe–Sense (Etappe 2 Bern–Kerzers (Golaten)) Wanderweg Die hydrometrische Messstation Saane - Laupen (2215) vom Bundesamt für Umwelt (BAFU) befindet sich 400 m flussaufwärts auf der rechten Seite.                                 |
|      | Saanebrücke Kriechenwil (Sensetalbahn)                        | Laupen                    |      | Eisenbahnbrücke (stillgelegt) mit Rohrleitungen an den Brückenseiten                            | Balkenbrücke               | Beton       | 60         | 486          | Gebaut 1904 Bahnverkehr 1993 stillgelegt Schienenvelo-Nostalgiefahrten führen über die Brücke |
|      | BLS-Saaneviadukt                                              | Gümmenen                  |      | Eisenbahnbrücke (zweigleisig)                                                                   | Bogenbrücke Fachwerkbrücke | Stein Stahl | 400        | 476          | Gebaut 1901, mehrfach saniert, Doppelspurausbau 2018–2021 Das Bauwerk ist denkmalgeschützt. Höchstgeschwindigkeit 150 km/h Bahnstrecke Bern–Neuenburg Das Steinbogenviadukt überquert neben dem Fluss auch die Hauptstrasse von Laupen nach Gümmenen. Flussaufwärts des Viadukts befindet sich das national geschützte Auengebiet Laupenau.                                                                                              |
|      | Gümmenenbrücke                                                | Ferenbalm – Mühleberg     |      | Strassenbrücke (zweispurig) mit Trottoirs                                                       | Balkenbrücke               | Beton       | 87         | 476          | Gebaut 1959 Höchstgeschwindigkeit 50 km/h SVB-Buslinie M18 (Laupen–Gümmenen–Brünnen–Bern) Die hydrometrische Messstation Saane - Gümmenen (2467) vom Bundesamt für Umwelt (BAFU) befindet sich bei der Brücke. |
|      | Alte Gümmenenbrücke                                           | Ferenbalm – Mühleberg     |      | Strassenbrücke (ehemalig), dient seit dem Bau einer nebenstehenden Betonbrücke 1959 Fussgängern | Gedeckte Brücke            | Holz        | 100        | 476          | Gebaut 1555 Das Bauwerk ist denkmalgeschützt. Poller dienen als Durchfahrtssperre. Wanderweg |
|      | A1-Saaneviadukt                                               | Wileroltigen – Mühleberg  |      | Autobahnbrücke (vierspurig)                                                                     | Hohlkastenbrücke           | Beton       | 849        | 514          | Gebaut 1974–1976, eröffnet 1981, Fahrbahnübergänge ersetzt 2011 Höchstgeschwindigkeit 120 km/h Das Viadukt überquert auch die Austrasse. |
|      | Saanesteg Wilerau–Isleren                                     | Wileroltigen – Mühleberg  |      | Fussgänger- und Velobrücke                                                                      | Schrägseilbrücke           | Stahl Beton | 90         | 464          | Gebaut 1990, instand gesetzt 2017–2020 Verbot für Tiere (Pferd) Veloland-Route 8 Aare-Route (Etappe 4 Bern–Biel (Nidau)) und Route 94 L'Areuse–Emme–Sihl (Etappe 2 Neuchâtel–Bern) Wanderland-Route 38 ViaBerna (Etappe 7 Aarberg–Niederried–Saanesteg–Fuchsenried–Frauenkappelen) Das Bauwerk befindet sich im national geschützten Auengebiet Niederried - Oltigenmatt. und im Amphibienlaichgebiet Oltigenmatt-Islere-Oberruntigenau. |